# Harlan True Stetson
Harlan True Stetson (* 28. Juni 1885 in Haverhill, Massachusetts; † 14. Oktober 1964 in Fort Lauderdale, Florida) war ein US-amerikanischer Astronom.

## Leben
Harlan True Stetson wurde am 28. Juni 1885 als Sohn von Henry Allen Stetson und seiner Frau Jennie Sarah Rowe in Haverhill im Essex County in Massachusetts geboren. Er machte 1908 seinen Bachelor-Abschluss an der Brown University, 1910 seinen Master of Science am Dartmouth College und wurde 1915 an der University of Chicago mit der Arbeit On an apparatus and method for thermo-electric measurements for photographic photometry (Über einen Apparat und eine Methode zur thermo-elektrischen Messung für die fotografische Fotometrie) promoviert. Während dieser Zeit unterrichtete er an mehreren Einrichtungen, darunter an der Northwestern University am Dearborn Observatory. Ab 1916 unterrichtete er Astronomie an der Harvard University, wo er 1920 zum Assistant Professor befördert wurde. 1929 trat er eine Professor an der Ohio Wesleyan University an und wurde Direktor des neu gegründeten
Perkins Observatory. Seine akademische Laufbahn endete 1934, er blieb aber der Forschung verbunden, unter anderem am MIT. Dort richtete 1940 für die kommenden zehn Jahre das Cosmic-Terrestral Reasearch Lab (CTRL) in Needham (Massachusetts) ein, wo die Effekte atmosphärischer Elektrizität, von Sonne, Mond oder anderer Ursachen wie Signale des kommerziellen Luftverkehrs auf die Übertragung von Radiowellen untersucht wurden. Der Betrieb des CTRL wurde 1950 eingestellt.
Stetsons astronomisches Hauptinteresse war die Sonnenastronomie. In seiner Harvard-Zeit erforschte er mittels Fotometrie Sterne und die Sonnenkorona. Später interessierte er sich besonders für die Einflüsse der Sonne auf die Erde. Er nahm insgesamt an sechs Expeditionen zu Sonnenfinsternissen teil:
- Sonnenfinsternis vom 10. September 1923, Teilnehmer der McCormick-Expedition in Kalifornien,
- Sonnenfinsternis vom 24. Januar 1925, Leiter der Harvard-Expedition in Connecticut,
- Sonnenfinsternis vom 14. Januar 1926 in Sumatra,
- Sonnenfinsternis vom 9. Mai 1929 in Malaya,
- Sonnenfinsternis vom 29. Juni 1927, Assistent der Smithsonian-Expedition in Norwegen,
- Sonnenfinsternis vom 31. August 1932, Teilnehmer der Expedition des Perkins Observatoriums in Maine.

Stetson war seit dem 4. September 1912 mit Florence May Brigham verheiratet, das Paar hatte drei Kinder, Helen, Florence und Harold. Nach der Schließung des CTRL 1950 ging er in den Ruhestand. Harlan True Stetson starb am 14. Oktober 1964 im Alter von 79 Jahren.

## Bücher
Harlan Stetson ist Autor mehrerer Bücher:
- Harlan True Stetson: A Manual of Laboratory Astronomy. Eastern Science Supply Company, 1923 (englisch).
- Harlan True Stetson: Man and the Stars. Hrsg.: Literary Licensing. 2013, ISBN 978-1-4940-6332-0 (englisch, Erstausgabe: Whittlesey house, 1930).
- Harlan True Stetson: Earth, Radio and the Stars. McGraw-Hill Book Co., 1934 (englisch).
- Harlan True Stetson: Sunspots and Their Effects. Read Books, 2008, ISBN 978-1-4437-3146-1 (englisch, Erstausgabe:  1937).
- Richard Montgomery Field, Harlan True Stetson: Map reading and avigation, an introduction. D. Van Nostrand company, New York 1942 (englisch).
- Harlan True Stetson: Sunspots in Action. Ronald Press Co., New York 1947 (englisch).

## Ehrungen
- Harlan Stetson war Fellow der American Association for the Advancement of Science.[1]
- Er war Ehrenmitglied der Sigma Pi Sigma Gesellschaft, einer physikalischen und astronomischen Gesellschaft.[6]
- Er war Mitglied in der American Astronomical Society, American Meteorological Society, American Physical Society und der Optical Society of America.[5]
- 1927 wurde Stetson Mitglied der American Academy of Arts and Sciences[7]
- Im Februar 1929 wurde er zum Fellow der Royal Astronomical Society gewählt.[4]
- Im Jahre 1970 benannte die Internationale Astronomische Union den Mondkrater Stetson offiziell nach Harlan True Stetson.[8]